# Сердитов, Семён Алексеевич
Семён Алексе́евич Серди́тов (14 сентября 1904, Ношуль, Вологодская губерния — 18 октября 1943, Вышгородский район) — командир взвода 269-го стрелкового полка 136-й стрелковой дивизии 38-й армии Воронежского фронта, сержант. Герой Советского Союза.

## Биография
Родился 14 сентября 1904 года в селе Ношуль (ныне — Прилузского района Республики Коми) в семье крестьянина. Его отец был охотником и лесорубом. Русский. Образование начальное.
Работал сначала лесорубом, затем электромонтёром Ношульской механизированной базы.
В Красную Армию призван в 1942 году Прилузским райвоенкоматом Коми АССР.
В действующей армии с 1942 года, воевал сначала на Калининском фронте, затем на Воронежском фронте.
Участвовал в боях за освобождение от немецких захватчиков городов Белгород и Харьков.
Командир взвода 269-го стрелкового полка сержант Семён Сердитов 3 октября 1943 года в бою на острове Казачий на Днепре с пятью бойцами ворвался в траншею, лично уничтожил двенадцать солдат и захватил пулемёт противника. При наступлении на село Лютеж Вышгородского района Киевской области первым ворвался в село, где уничтожил шестерых гитлеровцев.
18 октября 1943 года погиб в бою за безымянную высоту. Проявил геройский подвиг, ценой своей жизни обеспечив успех батальону при наступлении. Похоронен в селе Лютеж Вышгородского района Киевской области.
Указом Президиума Верховного Совета СССР «О присвоении звания Героя Советского Союза генералам, офицерскому, сержантскому и рядовому составу Красной Армии» от 10 января 1944 года за «образцовое выполнение боевых заданий командования на фронте борьбы с немецко-фашистскими захватчиками и проявленные при этом отвагу и геройство» удостоен посмертно звания Героя Советского Союза.

## Награды
- Медаль «Золотая Звезда»[1]
- орден Ленина[1]

## Память
- Его именем Героя названы улица и средняя школа в селе Ношуль[1]
- Мемориальная доска установлена на доме, где жил С. А. Сердитов[1]
- В сентябре 1976 года республиканским советом ВДОАМ РСФСР в Сыктывкаре были впервые проведены спортивные соревнования по автомобильному многоборью имени Героя Советского Союза С. А. Сердитова, в дальнейшем они проводились ежегодно 15—16 сентября. Призом победителю соревнований являлся хрустальный кубок[2].